# Debra Jo Rupp
Pour les articles homonymes, voir Rupp.
Debra Jo Rupp est une actrice américaine née le 24 février 1951 à Glendale, Californie (États-Unis). Elle est connue pour avoir interprété le rôle de Kitty Forman dans la série That '70s Show et d'Alice dans la série Friends.

## Biographie
Rupp est née à Glendale, Californie et a grandi à Boxford, Massachusetts. Ses parents sont Margaret A. Williams Rupp et John E. Rupp Jr. Elle a deux sœurs : Robin Lee Rupp et Rebecca Louise Rupp.
Elle est allée à Masconomet Regional High School et a terminé ses études en 1969.

## Filmographie
- 1988 : Robots (vidéo) : R. Jane
- 1988 : Big : Miss Patterson
- 1989 : Mothers, Daughters and Lovers (TV) : Lottie
- 1991 : Davis Rules (série télévisée) : Ms. Higgins
- 1992 : Jusqu'à ce que la mort nous sépare (A Woman Scorned: The Betty Broderick Story) (TV) : Alice
- 1992 : La mort vous va si bien (Death Becomes Her) : Psychiatric patient
- 1993 : In the Line of Duty: Ambush in Waco (TV) : Dorrie
- 1993 : The Odd Couple: Together Again (TV) : Plaza Asst. Manager
- 1994 : MacShayne: Winner Takes All (TV) : Alice
- 1994 : MacShayne: The Final Roll of the Dice (TV) : Alice
- 1995 : The Office (série télévisée) : Beth Avery
- 1995 : If Not for You (série télévisée) : Eileen
- 1995 : Les Envahisseurs (The Invaders) (TV) : Rita
- 1995 : Seinfeld : Saison 6 - Episode 22 (série TV) : Katie
- 1996 : Reasons of the Heart : Viv Rushton
- 1996 : Sergent Bilko (Sgt. Bilko) : Mrs. Hall
- 1996 : Friends : Saison 3 - Episode 18 (série télévisée) : Alice
- 1996 : Seinfeld : Saison 8 - Episode 9 (série TV) : Katie
- 1997 : Clockwatchers de Jill Sprecher : Barbara
- 1997 : Over the Top (série TV) : …
- 1997 : Friends : Saison 4 - Episodes 11,12,17 et 18 (série télévisée) : Alice
- 1998 : Supersens (Senseless) : Fertility Clinic Attendant
- 1998 : De la Terre à la Lune ("From the Earth to the Moon") (feuilleton TV) : Marilyn See
- 1998 à 2006 : That '70s Show (série télévisée) : Kitty Forman
- 1998 : Friends : Saison 5 - Episode 3 (série télévisée) : Alice
- 2000 :  Scott, premier de la classe (en) (série télévisée) : Mrs. Mary Lou Moira Angela Darling Helperman (voix)
- 2004 : Teacher's Pet : Mrs. Mary Lou Moira Angela Darling Helperman (voix)
- 2004 : Garfield le film (Garfield) : Mom Rat (voix)
- 2004 : The Act : Rosy Marconi
- 2005 : Lucky 13 : Mrs. Baker
- 2005 : Jackson : Nice Lady
- 2006 : Spymate : Edith
- 2006 : New York, unité spéciale (saison 8, épisode 6) : Debra Hartnell
- 2010 : Trop belle ! : Mme Kettner
- 2010 : Better with You (série télévisée) : Vicky
- 2013 : Hart of Dixie (série télévisée) : Betsy Maynard
- 2016 Elementary (série télévisée, épisode 12, saison 5)
- 2017 : The Ranch : Janice, la mère d'Abby
- 2017 : NCIS : Los Angeles : Ginger (Saison 8, épisode 16)
- 2017 : This Is Us : Linda
- 2021 : WandaVision : Sharon Davis / Mme Hart
- depuis 2023 : That '90s Show : Kitty Forman (également productrice déléguée)
- 2024 : Agatha All Along : Sharon Davis / Mme Hart